# Kanton Brassac
Der Kanton Brassac war bis 2015 ein französischer Wahlkreis im Arrondissement Castres, im Département Tarn der Region Midi-Pyrénées. Hauptort war Brassac. Vertreter im Generalrat des Départements war zuletzt von 1994 bis 2015 Jean-Claude Guiraud (DVG). 
Der Kanton war 169,35 km² groß und hatte 3347 Einwohner, was einer Bevölkerungsdichte von 20 Einw./km² entsprach. Im Mittel lag er 578 Meter über Normalnull, zwischen 333 und 1137 Meter. 

## Gemeinden
Der Kanton bestand aus fünf Gemeinden:
| Gemeinde             | Einwohner Jahr | Fläche km² | Bevölkerungsdichte | Code INSEE | Postleitzahl |
| -------------------- | -------------- | ---------- | ------------------ | ---------- | ------------ |
| Le Bez               | 842 (2013)     | 32,13      | 26 Einw./km²       | 81031      | 81260        |
| Brassac              | 1.331 (2013)   | 23,87      | 56 Einw./km²       | 81037      | 81260        |
| Cambounès            | 344 (2013)     | 22,58      | 15 Einw./km²       | 81053      | 81260        |
| Castelnau-de-Brassac | 752 (2013)     | 72,88      | 10 Einw./km²       | 81062      | 81260        |
| Le Margnès           | 47 (2013)      | 17,89      | 3 Einw./km²        | 81153      | 81260        |